# 丸山弁三郎

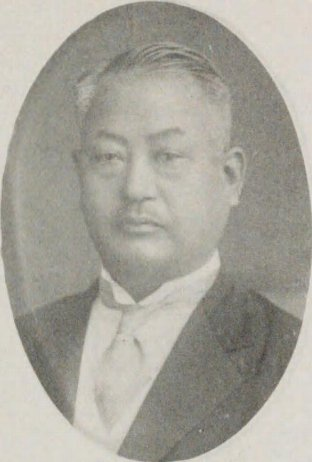
丸山弁三郎

丸山 弁三郎（まるやま べんさぶろう、1879年〈明治12年〉2月27日 - 1957年〈昭和32年〉7月3日）は、日本の教育者、政治家。第5代長野市長、衆議院議員（1期）。丸山辨三郎とする文献もある。	

## 経歴
1879年〈明治12年〉長野県下高井郡江部村（現・中野市）に生まれる。1900年〈明治33年〉、長野県師範学校を卒業し、下高井穂高小訓導になると同時に東京高等商業学校（現・一橋大学）付属教育養成所に入学。1903年〈明治36年〉に養成所を卒業し、長野市立甲種商業学校（現・長野県長野商業高等学校）教諭に就く。1914年〈大正3年〉には長野市立長野商業学校と改称した同校の校長に就任。「獅子は一兎を屠に全力を以てす」「燕雀安んぞ大鵬の志を知らんや」のスローガンを掲げ、全人教育で生徒に接した。テニスが得意で、生徒と勤務中にプレーすることもあったと伝わる。
1922年〈大正11年〉、長野商業の校長を辞任し、4月26日に第5代長野市長に就任。市長在任中は、まず吉田町，三輪村，芹田村の長野市への編入に着手した。次いで長野中央通りの整備・長野電気鉄道の長野駅-須坂駅間（1926年〈大正15年・昭和元年〉4月）・権堂駅間（1928年〈昭和3年〉6月24日）の開業・善光寺平の水利事業の着工など交通を中心とした公共事業政策を推進した。1930年〈昭和5年〉にはアメリカ合衆国のニューディール政策を参考に、昭和恐慌の影響で大量発生した長野県内の失業者を救済する目的で長野県道37号長野信濃線の展望道路の建設・整備を実行した（結果的に64,793人もの失業者が救済された）。1934年〈昭和9年〉4月25日に、七沢清助に選挙で敗れ、3期12年にも及んだ長野市長の職から退いた。
その3年後の1937年〈昭和12年〉4月30日に行われた第20回衆議院議員総選挙では、長野1区より立憲政友会公認で立候補して当選した。当選から3年後の1940年〈昭和15年〉2月、衆議院本会議で斎藤隆夫が「支那事変処理を中心とした質問演説」（いわゆる反軍演説）をし、所属していた政友会が斎藤の議員除名に賛成するという事態が発生。しかし、丸山は敢然と除名に反対し、決議では反対票を投じた（反対者は7名）。丸山の反対投票を聞いた同郷の貴族院議員・小坂順造は「丸山君はさすがに立派だな。」と讃えたと言われる。次の1942年〈昭和17年〉に行われた第21回衆議院議員総選挙（いわゆる翼賛選挙）には出馬せず、政界から引退した。
戦後は悠々自適の生活を送り、1957年〈昭和32年〉に78歳で死去した。